# Hexatoma (Eriocera) seimundi
Hexatoma (Eriocera) seimundi is een tweevleugelige uit de familie steltmuggen (Limoniidae). De soort komt voor in het Oriëntaals gebied.